# U-Bahnhof Leipziger Straße
Leipziger Straße ist ein Bahnhof der U-Bahn Frankfurt. Er liegt auf der C-Strecke und wird von den Linien U6 und U7 bedient. Der Bahnhof liegt im Stadtteil Bockenheim unter der gleichnamigen Straße. Die Station wurde am 11. Oktober 1986 eröffnet.

## Lage
Der Bahnhof Leipziger Straße liegt zwischen den Stationen Kirchplatz und Bockenheimer Warte. Die Leipziger Straße ist die wichtigste Einkaufsstraße in Bockenheim, weshalb die Station werktäglich stark frequentiert ist.

## Bauweise

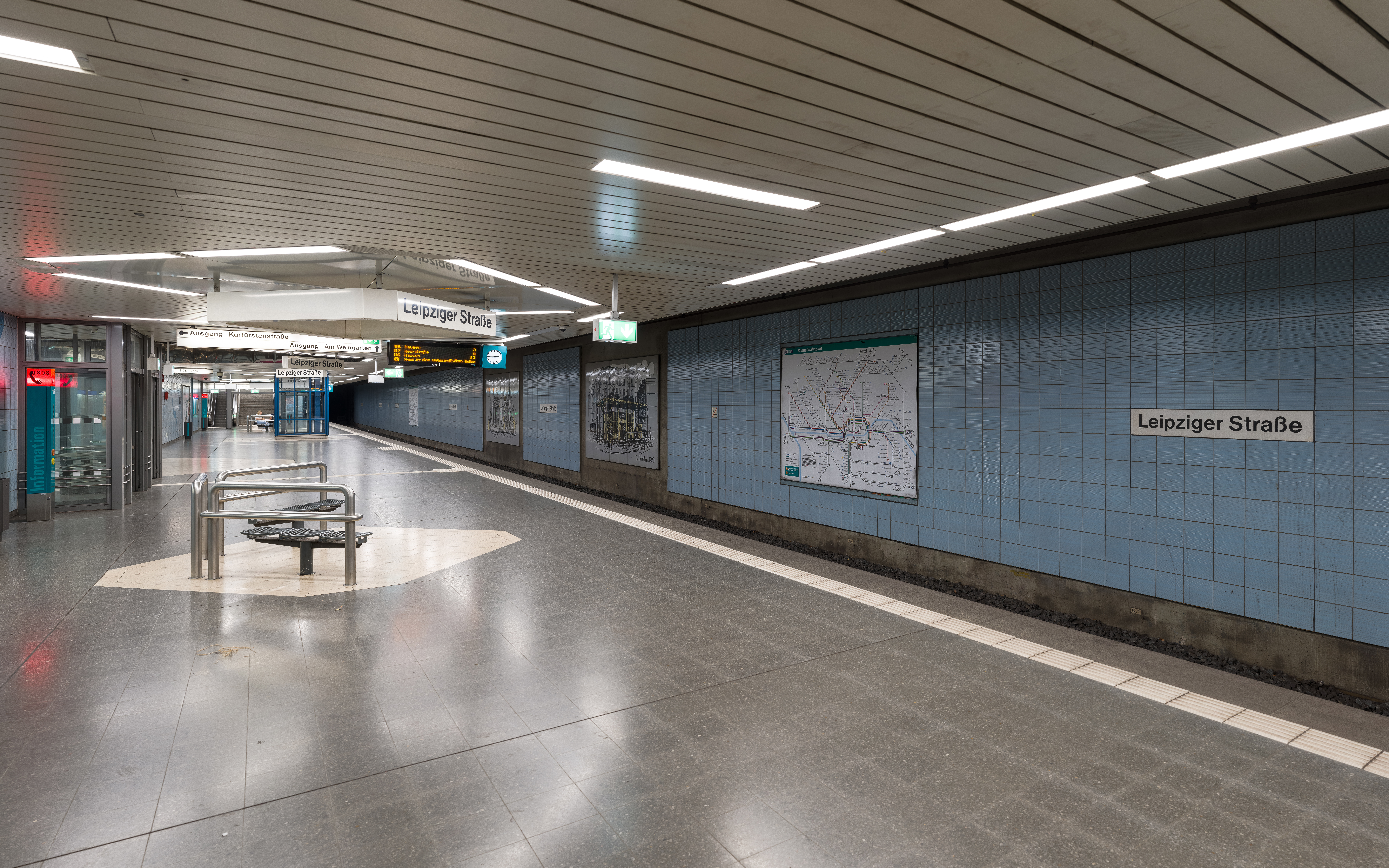
Bahnsteig der D-Ebene des U-Bahnhofs Leipziger Straße

Aufgrund der geringen Breite der Leipziger Straße wurden die beiden jeweils eingleisigen Tunnelröhren der U-Bahn nicht neben-, sondern übereinander errichtet. Diese aufgrund der tiefen Baugrube und des anstehenden Grundwassers sehr aufwendige Bauweise wurde in Frankfurt an zwei Stellen angewandt, nämlich hier und in der ähnlich schmalen Berger Straße in Bornheim.
Der Bahnhof besteht deswegen aus drei unterirdischen Ebenen:
- den für Frankfurter U-Bahnhöfe üblichen Zwischenebenen („B-Ebene“) direkt unterhalb des Straßenniveaus, wo sich unter anderem die Fahrkartenautomaten befinden. Solche Zwischenebenen befinden sich an beiden Zugängen.
- der eingleisigen, in Richtung Norden befahrenen, oberen Bahnsteigebene („C-Ebene“),
- der eingleisigen, in Richtung Süden befahrenen, unteren Bahnsteigebene („D-Ebene“).

Die Architektur des Bahnhofs ist relativ einfach gehalten u. a. mit Bildern von älteren U-Bahnsystemen aus Paris (Métro Paris) und London (London Underground).

## Betrieb

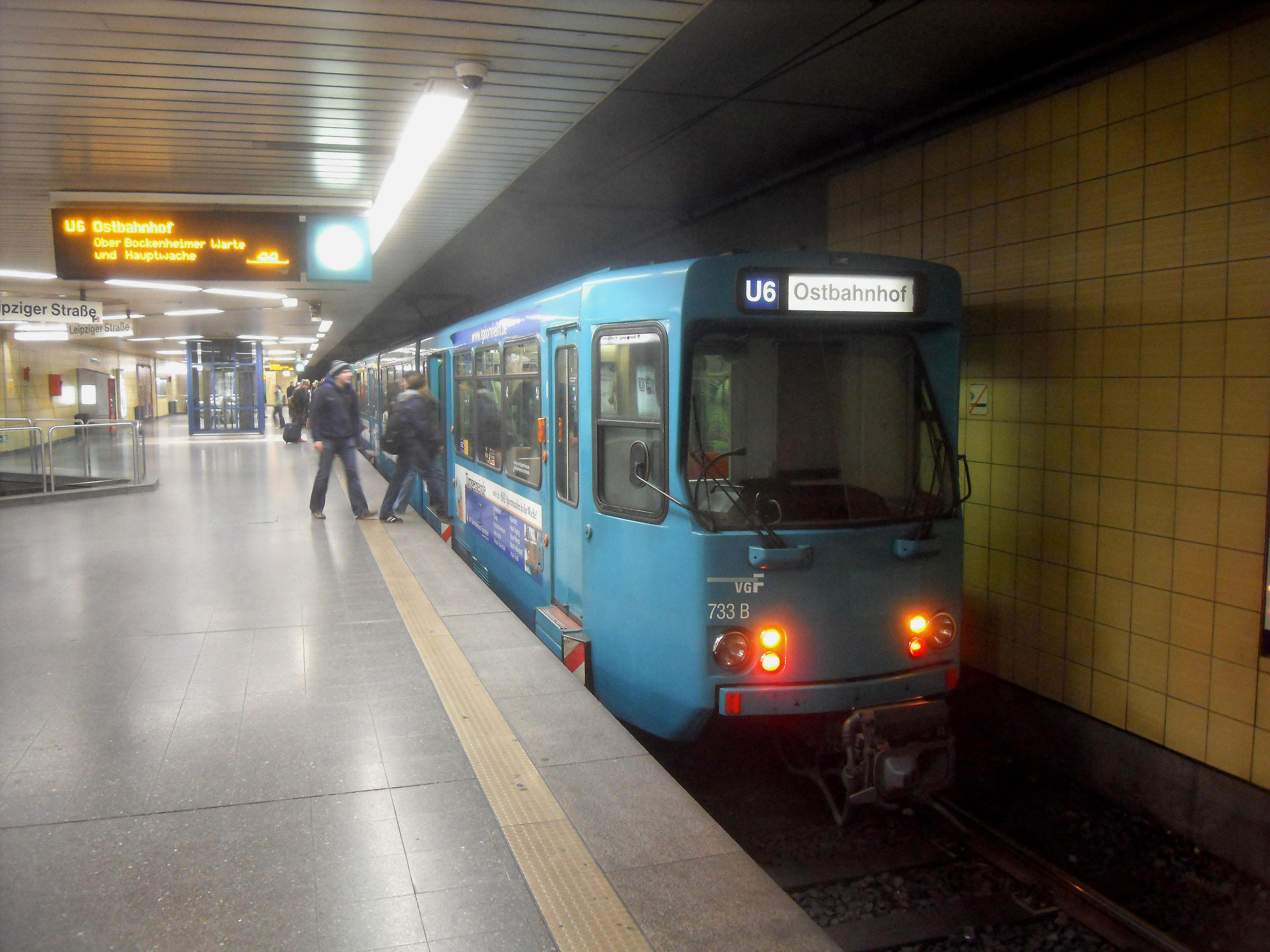
Wagen der U 6 im U-Bahnhof Leipziger Straße auf dem Weg nach Bahnhof Frankfurt (Main) Ost

Der U-Bahnhof Leipziger Straße wird von den Linien U6 und U7 bedient.
| Linie | Verlauf | Takt                 |
| ----- | --- | -------------------- |
| S6    | Hausen – Große Nelkenstraße – Industriehof – Kirchplatz – Leipziger Straße – Bockenheimer Warte – Westend – Alte Oper – Hauptwache – Konstablerwache – Zoo – Ostbahnhof | 10 min 7/8 min (HVZ) |
| S7    | Praunheim Heerstraße – Friedhof Westhausen – Stephan-Heise-Straße – Hausener Weg – Fischstein – Industriehof – Kirchplatz – Leipziger Straße – Bockenheimer Warte – Westend – Alte Oper – Hauptwache – Konstablerwache – Zoo – Habsburgerallee – Parlamentsplatz – Eissporthalle/Festplatz – Johanna-Tesch-Platz – Schäfflestraße – Gwinnerstraße – Kruppstraße – Hessen-Center – Enkheim | 10 min 7/8 min (HVZ) |